# إيدا كرادوك
إيدا سي كرادوك (1 أغسطس 1857-16 أكتوبر 1902)، مدافعة أمريكية عن حرية التعبير وحقوق المرأة من القرن التاسع عشر. كتبت بشكل واسع عن النشاط الجنسي، ما أدى إلى إدانتها وسجنها بتهمة الفحش. واجهت بعد إطلاق سراحها المزيد من الإجراءات القانونية ما تسبب في انتحارها لاحقًا.

## حياتها المبكرة
وُلدت إيدا كرادوك في فيلادلفيا. توفي والدها قبل أن تبلغ من العمر خمسة أشهر. قامت والدتها بتعليمها في المنزل وقدمت لها تعليمًا مكثفًا من جمعية الأصدقاء الدينية.
في العشرينيات من عمرها، بعد اجتياز امتحانات القبول، حصلت كرادوك على توصية من هيئة التدريس للقبول في جامعة بنسلفانيا كأول طالبة جامعية. ومع ذلك، حظر دخولها من قبل مجلس أمناء الجامعة في عام 1882.
في الثلاثينيات من عمرها، طورت اهتمامًا أكاديميًا بالسحر من خلال ارتباطها بالجمعية الثيوصوفية بدءًا من عام 1887. بصفتها مفكرة حرة، انتُخبت سكرتيرة لفرع فيلادلفيا للاتحاد العلماني الأمريكي في عام 1889. على الرغم من كونها عضوًا في إيمان الموحدين، أعلنت كرادوك لاحقًا أنها أصبحت كاهنة وراعية كنيسة. لم تتزوج بالمعنى التقليدي للكلمة، وادعت أن لديها علاقة زوجية مستمرة سعيدة مع ملاك اسمه صوف. صرّحت كرادوك أن جماعها مع صوف كان صاخبًا جدًا، وقد تلقت شكاوى من جيرانها لهذا السبب.
انتقلت إلى شيكاغو، وافتتحت مكتبًا في شارع ديربورن يقدم استشارات جنسية للمتزوجين عن طريق الاستشارة المباشرة أو عبر البريد. كرّست وقتها لـ (منع الشرور والمعاناة الجنسية) من خلال تثقيف البالغين وحققت شهرة واسعة من خلال دفاعها عن فرقة الرقص ليتل ايجيبت وعن رقصها الشرقي المثير للجدل في المعرض الكولومبي العالمي الذي أقيم في شيكاغو خلال عام 1893.

## الكتابات
كتبت كرادوك العديد من المساقات التعليمية الجادة حول النشاط الجنسي البشري والعلاقات الجنسية المناسبة والمحترمة بين الزوج والزوجة. من أعمالها: الزواج النفسي والأفراح الروحية ورسالة إلى العروس المستقبلية وليلة الزفاف والحياة الزوجية الصحيحة.
اعتُبرت جميع كتيبات الجنس هذه فاحشة وفقًا لمعايير ذلك الوقت. أدى نشرها إلى مواجهات عديدة مع مختلف السلطات، والتي بدأتها كرادوك نفسها في كثير من الأحيان. احتُجزت لعدة أشهر في خمسة سجون محلية وكانت التهم أخلاقية في كل مرة بالإضافة إلى وضعها في مستشفى بنسلفانيا للأمراض العقلية.
استمرت كتاباتها حول مواضيع روحانية طوال حياتها. كان أحد آخر كتبها عن هذا الموضوع هو جنة الكتاب المقدس، الذي نُشر عام 1897.

## بعد الموت
أصبح ثيودور شرودر، وهو محامي حرية التعبير من نيويورك وله اهتمام بعلم النفس، مهتمًا بقضية إيدا كرادوك بعد عقد من وفاتها. خلال بحثه عن حياتها جمع رسائلها ومذكراتها ومخطوطاتها ومواد مطبوعة أخرى. على الرغم من أنه لم يقابل كرادوك أبدًا، إلا أنه تكهن بأن لديها على الأقل عشيقان بشريان، على الرغم من إصرار كرادوك أنها مارست الجنس مع زوجها الروحي صوف فقط.
حُفظت مخطوطات وملاحظات إيدا كرادوك في المجموعات الخاصة بجامعة جنوب إلينوي كاربونديل. أصبحت معركتها مع أنتوني كومستوك موضوع مسرحية سموت عام 2006 لأليس جاي وجوزيف أدلر، والتي كان عرضها العالمي الأول في ميامي في يونيو 2007.